# Petr Traxler
Petr Traxler (29. září 1948, Praha – 8. dubna 2014, tamtéž) byl český skifflový a folkový kytarista, mandolinista, skladatel a zpěvák, bratr zpěváka a kytaristy PhDr. Jiřího Traxlera, vzdálený příbuzný významného českého swingového klavíristy Jiřího "George" Traxlera.

## Život
Petr Traxler působil od roku 1965 nepřetržitě ve skupině Skiffle Kontra (později Skiffle Contra, Český skiffle, Žáci, dnes Traxleři), skupina hrála původně ve složení: Jiří Traxler, Petr Traxler, Heda Hošková a basista Petr Kozel. Tato skupina vystupovala v dnes již zrušeném divadle Rampa v Praze 4, později pro pražskou Violu připravila řadu programů, např. Písně lidu pražského aneb román služky (1966), Máchův máj (1966), České písně vlastenecké (premiéra ve Viole 1968, LP deska 1970), Kytice z pověstí národních (na námět Erbenovy Kytice) a další. V 70. letech Traxleři pravidelně vystupovali v pořadech ostravského televizního studia, mj. Malé hity velkých textařů, kde uváděli zhudebněné verše klasiků české poezie. Představení Máchův máj se stalo událostí sezóny 1968, v pražské Viole tehdy inscenaci zhlédl i Josef Škvorecký, a označil ji pak v anketě za "svůj největší kulturní zážitek roku 1968".
Čtrnáct let Traxleři spolupracovali s Miroslavem Horníčkem. Vznikly inscenace Na vaše zdraví, pane Seifert, Dobře utajené housle, Listy z Provence a Hovory o smíchu. Přímo pro Traxlery napsal M. Horníček v roce 1971 scénář hry Kantor Barnabáš a žáci darebáci (premiéru v Novém divadle v Olomouci-Hodolanech inicioval Pavel Dostál, tehdejší olomoucký dramaturg). Toto představení slavilo velké úspěchy po celá sedmdesátá léta 20. století, v roce 1974 byla pořízena úprava pro vydání většiny písní na gramofonové desce, s Horníčkovým spojujícím textem. Zhudebněné texty středověké vagantské poezie provázel Horníčkův vtipný a laskavě úsměvný komentář. Autory hudby byli oba bratři Traxlerové.
Na LP album Sokolov 76, obsahující soutěžní písně IV. celostátního festivalu politické písně Sokolov 76, přispěl spolu se svým bratrem písní Pozdrav sjezdu. Píseň byla věnována účastníkům 15. sjezdu KSČ (zpěv: Heda Hošková).
S Miroslavem Horníčkem odehráli Traxleři více než 1 200 představení v mnoha divadlech po Čechách, Moravě i na Slovensku. V Praze vystupovali snad na všech tehdejších divadelních scénách, nejčastěji v Divadle ABC, Rokoko, v Komorním divadle, v Divadle na Fidlovačce a samozřejmě ve Viole. Skiffle Kontra šířili slávu českého historizujícího folku (Písně žáků darebáků – Carmina scholarium vagorum a další jimi zpracované historické, středověké materiály) – i v cizině. Od roku 1987 sklízeli úspěchy v Německu, především na známém bavorském festivalu "Kaltenberger Ritterturnier", koncertovali i ve Francii – 1992 Nantes, natáčeli pro Stuttgartský rozhlas i pro televizi v Kolíně nad Rýnem. Dlužno podotknout, že zpívali nejen česky, ale také latinsky a německy. Podle přesné evidence, kterou si Petr Traxler vedl, má kapela Traxleři na svém kontě na 7 000 odehraných živých vystoupení.
V letech 1990–2009 působil Petr Traxler i jako herec, zakládající člen pražské divadelní společnosti Petrklíč, a od roku 2002 byl navíc členem folkové kapely Zpětné zrcátko.

#### Lípa Petra Traxlera

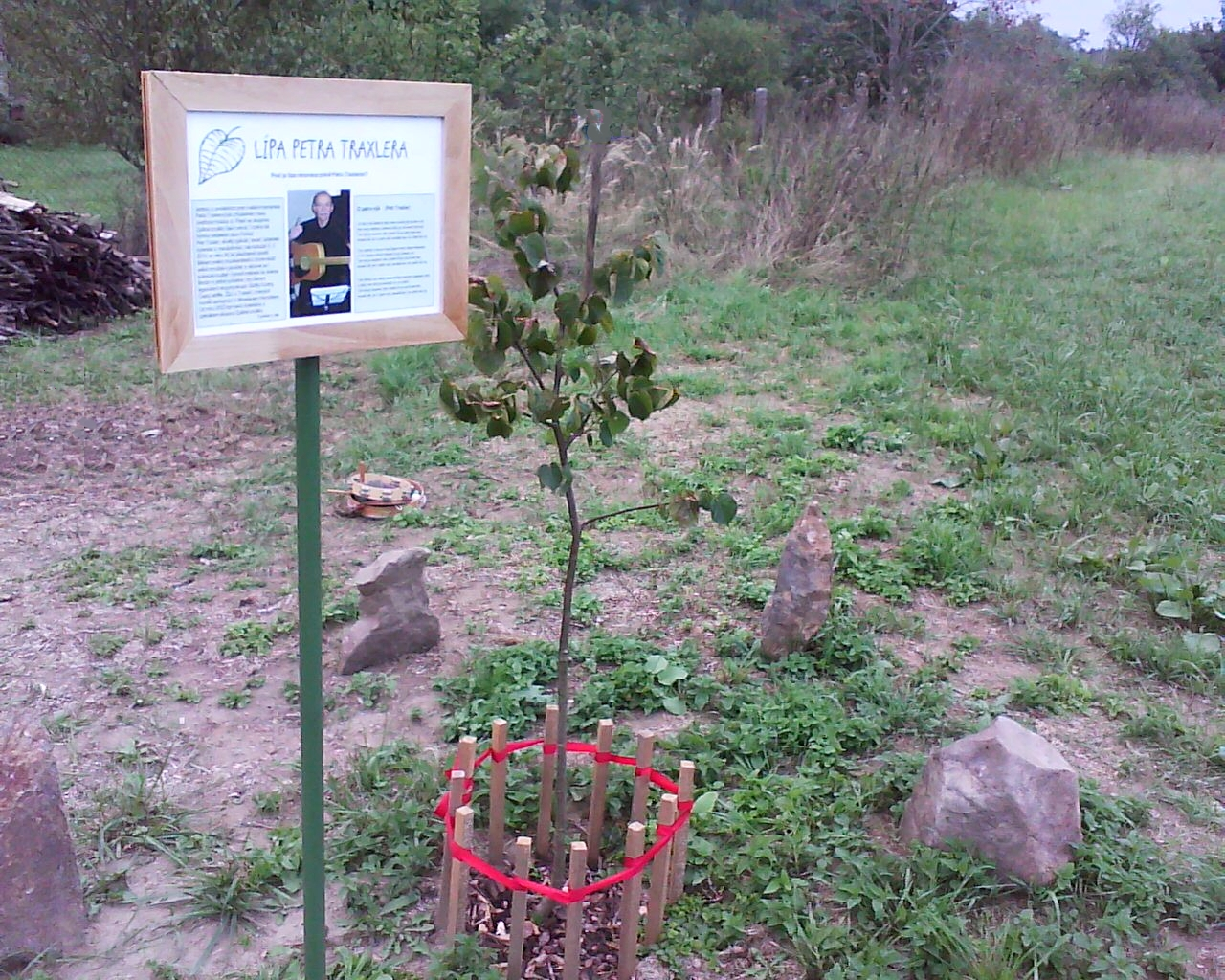
Lípa Petra Traxlera v srpnu 2015

U bývalého strážního domku u železniční trati v Olešnici u Okrouhlice (Světlá nad Sázavou) zasadili členové kapely Zpětné zrcátko a další příznivci Petra Traxlera v pátek 28. srpna 2015 Lípu Petra Traxlera. U lípy je umístěna tabulka s textem.
Souřadnice Lípy Petra Traxlera: 49°38′28″ s. š., 15°27′59″ v. d.

## Diskografie
- 1966 Mág Karla Hynka Máchy (1987 LP)

- 1968 Skiffle Kontra, ve své době první česká folková LP deska (1996 CD, MC), Supraphon, první vydání v roce 1968 zabaveno cenzurou

- 1970 České písně vlastenské (LP), Supraphon, po vydání zabaveno cenzurou

- 1972 Kantor Barnabáš a žáci darebáci (1972 LP, 1991 MC)

- 1974 Listy z Provence (1974 LP, 1976 MC)
- 1976 Sokolov 76, píseň Pozdrav sjezdu (hudba a text společně s bratrem Jiřím), hudební těleso: Český skiffle Jiřího Traxlera

- 1991 O třech rytířích a lněné kytli (1991 MC, 2000 CD)

- 1994 Pivo sem, pivo tam (CD, MC), Supraphon

- 1998 Detrimentum patior (CD, MC)

- 2002 Traxleři – Písně krátké a dlouhé (CD), Etnologický ústav AV ČR

- 2002 Dámy a pánové (CD), Divadelní společnost Petrklíč, o.s.

- 2006 Benefice Petra Traxlera, písničky Divadla Miriam (CD), Divadelní společnost Petrklíč, o.s.

- 2009 Zpětné zrcátko live (CD), Studio Viadukt

- 2012 Velmi chutné – Zpětné zrcátko (CD), Studio Viadukt

- 2013 Miroslav Horníček: Listy z Provence (CD), Supraphon

- 2014 O patro výš – Petr Traxler a Zpětné zrcátko (CD), Studio Viadukt

## Knihy
- Petr Traxler, Kantor Horníček a Traxleři žáci aneb muzikantské nemorály, ISBN 80-7252-188-8, (nakl. Práh 2007).

## Hudba k filmům
- 1973 Vysoká modrá zeď
- 1996 O třech rytířích a lněné kytli – televizní pohádka
- 2008 Jménem krále

## Scénická hudba k představením v Divadelní společnosti Petrklíč a Divadle Miriam
- Žít jako znamení aneb rozhovory s Josefem Zvěřinou (dle knihy M. R. Křížkové)
- Žalozpěv za 77 297 obětí (dle knihy Jiřího Weila)
- Popelka Nazaretská (básnická skladba Václava Renče)
- Ludmila a Drahomíra (hra na motivy Marie Hořínkové)
- Kalo a Drak (pohádka s písněmi na vlastní texty a texty lidové)
- Pohádka za tři facky (na texty Jana Vladislava)
- Perutinka (pohádka na motivy Paula Eluarda)
- O pyšné noční košilce (pohádka na námět bratří Čapků)